# Fíachu Fínscothach
Fíachu Fínscothach fils de Sétna Airt, est selon les légendes médiévales et la tradition pseudo historique irlandaise un Ard ri Erenn. Son surnom signifie « Fleurs de vin » (vieil irlandais: fín, (vin); scoth, (fleur), ach, suffixe possessif, bien que scoth peut aussi signifier « lame » et « voix », qui auraient  été pressées dans des cuves en verre, réputées existantes au cours de son règne.

## Règne
Son père Sétna Airt, devient Ard ri Erenn après avoir tué en combat singulier  à Cruachan Rothechtaid mac Main afin de défendre son fils  Fíachu . Ce dernier  doit cependant s'exiler  mais revient à la tête d'une  "Flotte noire", et avec l'assistance de  Muinemón un descendant d'Eochaid Faebar Glas, tue son père afin de  prendre le trône.
Il règne 20 ans avant d'être tué par le complice de son parricide Muinemón,. La chronologie de Geoffrey Keating Foras Feasa ar Éirinn date son règne de 975-955 av. J.-C.  et les Annales des quatre maîtres de 1353-1333 av. J.-C.. Son fils Ollom Fotla sera lui aussi Ard ri Erenn.

## Source
- (en) Cet article est partiellement ou en totalité issu de l’article de Wikipédia en anglais intitulé « Fíachu Fínscothach » (voir la liste des auteurs), édition du 8 avril 2012.